# Brug 626
Brug 626 is een brug in Amsterdam Nieuw-West.
De brug vormt de verbinding van het voormalige Scholeneiland (genoemd naar de houten noodscholen die hier stonden) en de noordelijke kade van de Albardagracht. Ten noorden van de brug ligt het Eendrachtspark. De brug werd waarschijnlijk aangelegd op de plaats van een eerdere eenvoudige brug, die nodig was om de kinderen uit Geuzenveld naar hun (kleuter)scholen te brengen. Toen de scholen verdwenen wilde de gemeente Amsterdam het terrein onderdeel maken van genoemd park en wilde er een openluchttheater laten bouwen. In 1963 gaf het de Dienst der Publieke Werken de opdracht om een tweetal bruggen te ontwerpen (de andere is brug 608). De dienst gaf de opdracht aan P.K.A. Pennink; het zou een van de weinige bruggen van zijn hand worden in Amsterdam.
Hij kwam met een kleine rolbasculebrug, waarvan er ook al niet zoveel zijn. De brug kreeg een doorvaartbreedte van 3,60 meter en een breedte van 4,54 meter. Ze zou alleen toegankelijk zijn voor voetgangers en fietsers, zoals ook het park is. Het geheel steunt op een houten paalfundering die tot 14 m –NAP gaat. De landhoofden en muren zijn uitgevoerd in gewapend beton en de voor die tijd gebruikelijke basaltblokken. Het brugdek was van origine uitgevoerd in staal en tropisch hardhout. Omdat de landhoofden ver in het water van de gracht staan hoefden geen brugpijlers geplaatst te worden. De brug kon bediend worden door twee aandrijfraderen. Aan beide zijkanten van de brug zijn de contragewichten en de rolbanden zichtbaar.
Er werd jaren gediscussieerd over wat er gedaan moest worden met het Scholeneiland. Men wilde er nog hoogbouwflats plaatsen, maar uiteindelijk verschenen hier rond 1988 een aantal blokjes laagbouwwoningen van architect Ben Loerakker en een woonwagenkampterrein. Het eiland werd een dorp in een stad met een rechthoekige opzet. De Nannie van Wehlstraat, vernoemd naar Nannie van Wehl sloot aan op de brug, maar nog steeds alleen voor voetgangers en fietsers.
Het is niet bekend of de brug nog bedienbaar is. Een beweegbaar deel is hier niet meer nodig. Alle omringende bruggen in de omringende wateren zijn uitgevoerd als vaste bruggen. Bruggen 608, 619, 620, 623 en 651 hangen laag boven het wateroppervlak en bruggen 620 en 623 zijn zelfs uitgevoerd als duikerbruggen. De balustraden en leuningen van 626 waren enige tijd uitgevoerd in helder blauw, maar tussen 2011 en 2018 is dat teruggebracht naar het neutrale donkergroen.

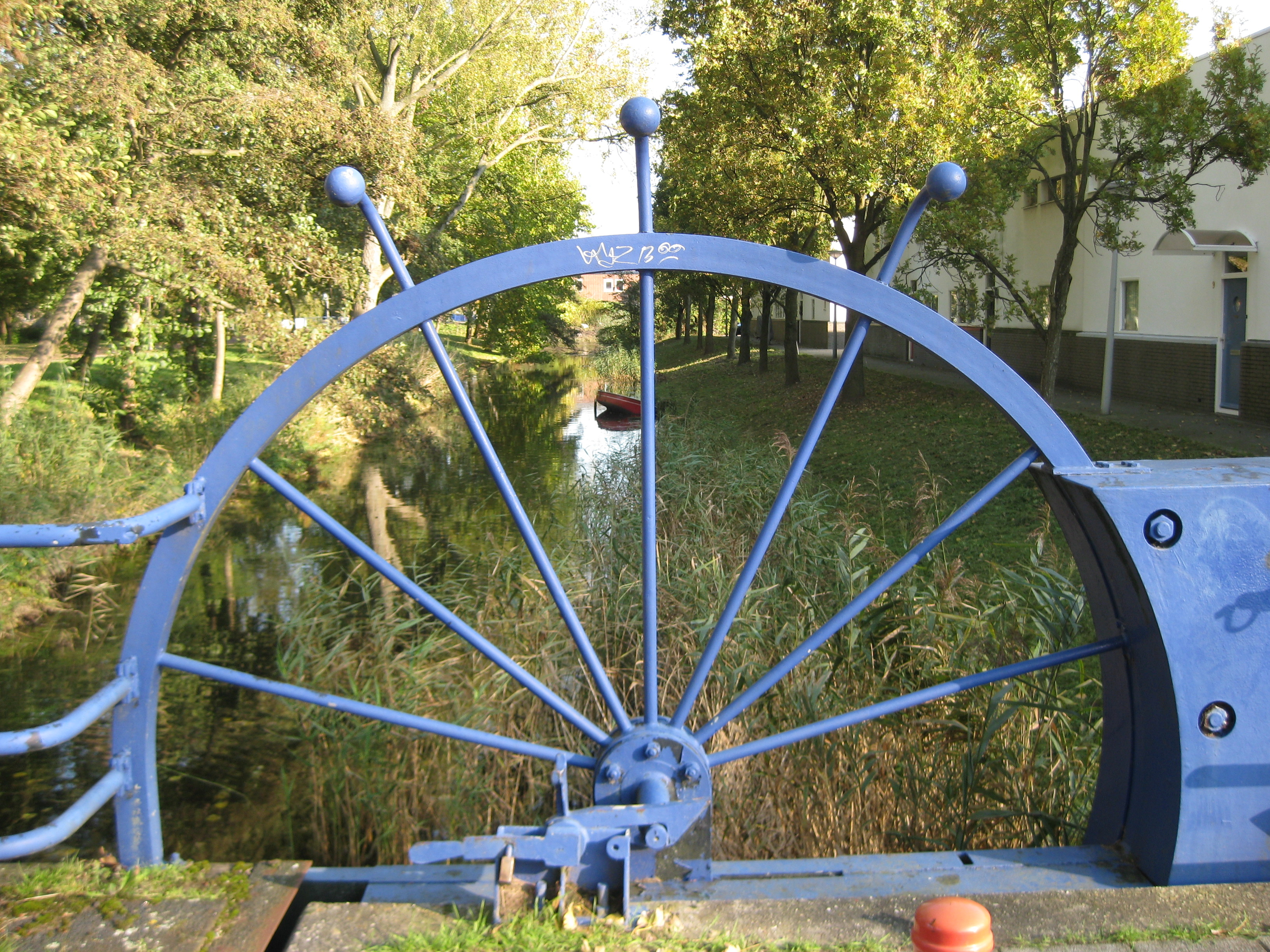
Brug in blauw (2011)

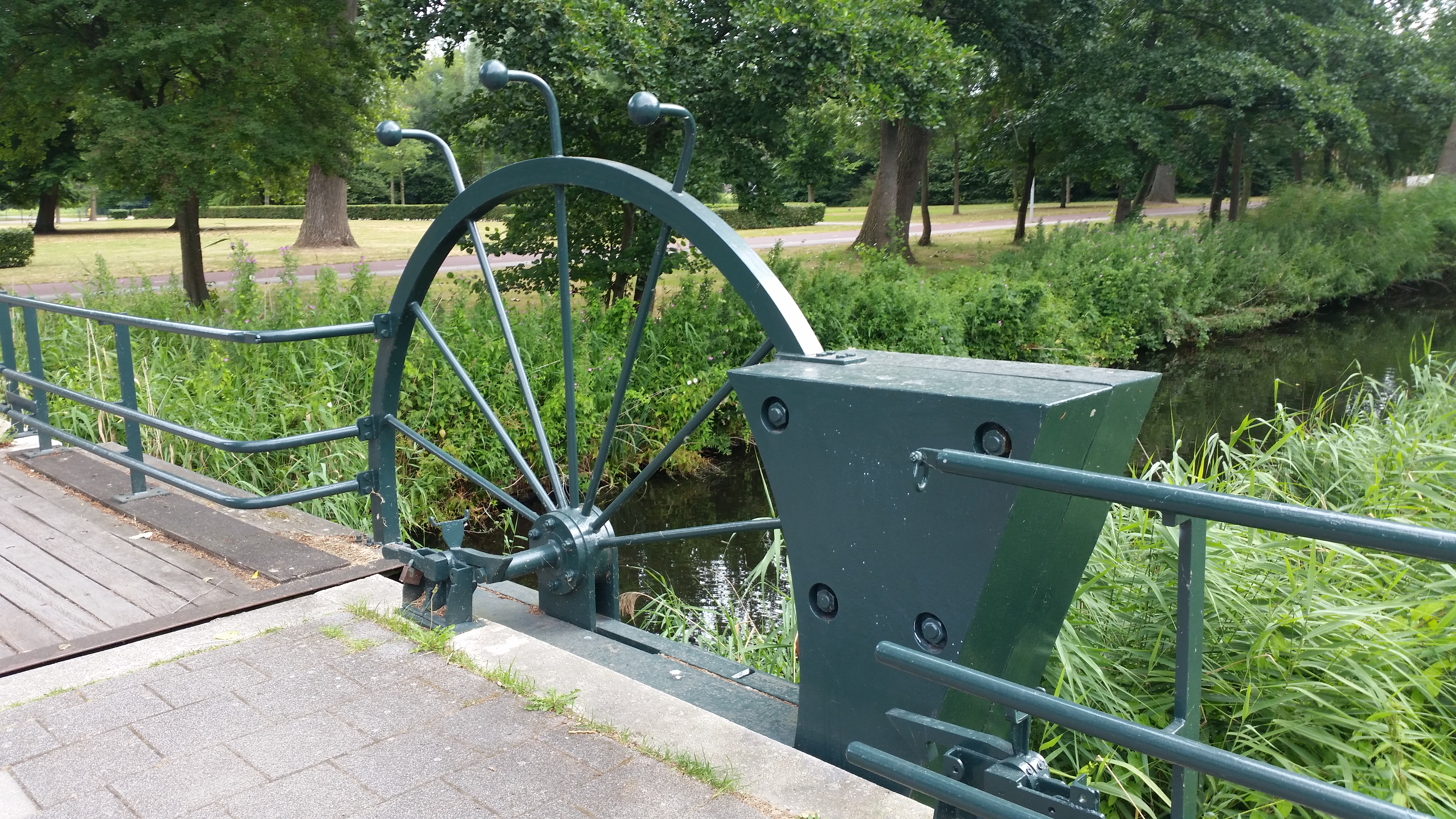
Contragewicht en aandrijfwiel (juli 2018)

<<< · 600 · 601 · 602 · 603 · 604 · 605 · 606 · 607 · 608 · 609 · 610 · 611 · 612 · 613 · 614 · 615 · 616 · 617 · 618 · 619 · 620 · 621 · 622 · 623 · 624 · 626 · 627 · 628 · 629 · 630 · 631 · 632 · 633 · 634 · 635 · 636 · 637 · 638 · 639 · 643 · 651 · 652 · 653 · 655 · 656 · 657 · 658 · 659 · 660 · 661 · 662 · 663 · 664 · 665 · 666 · 667 · 668 · 669 · 670 · 671 · 673 · 674 · 675 · 676 · 677 · 678 · 679 · 681 · 682 · 683 · 684 · 685 · 687 · 688 · 689 · 690 · 691 · 692 · 695 · 696 · 699 · >>>
Verdwenen brugnummers: 625 (afgebroken brug Sam van Houtenstraat), 640, 644, 645, 646, 647, 648, 650, 672 (duiker Cornelis Lelylaan, Rembrandtpark), 694, 698.
Nooit gebouwd: 649, 680 (nooit gebouwde brug Sloterplas).
Brugnummers 641, 642, 654, 686, 693, 694 en 697 zijn onbekend.